# Cargolet de l'istme
El cargolet de l'istme (Cantorchilus elutus) és un ocell de la família dels troglodítids (Troglodytidae).

## Hàbitat i distribució
Habita zones de matolls, arbusts conreus de les terres baixes del sud-oest de Costa Rica i oest de Panamà.

## Taxonomia
Ha estat considerat una subespècie de Cantorchilus modestus, però actualment es considera una espècie de ple dret arran els treballs de Saucier et al, 2015.